# قبر سليم جشتي

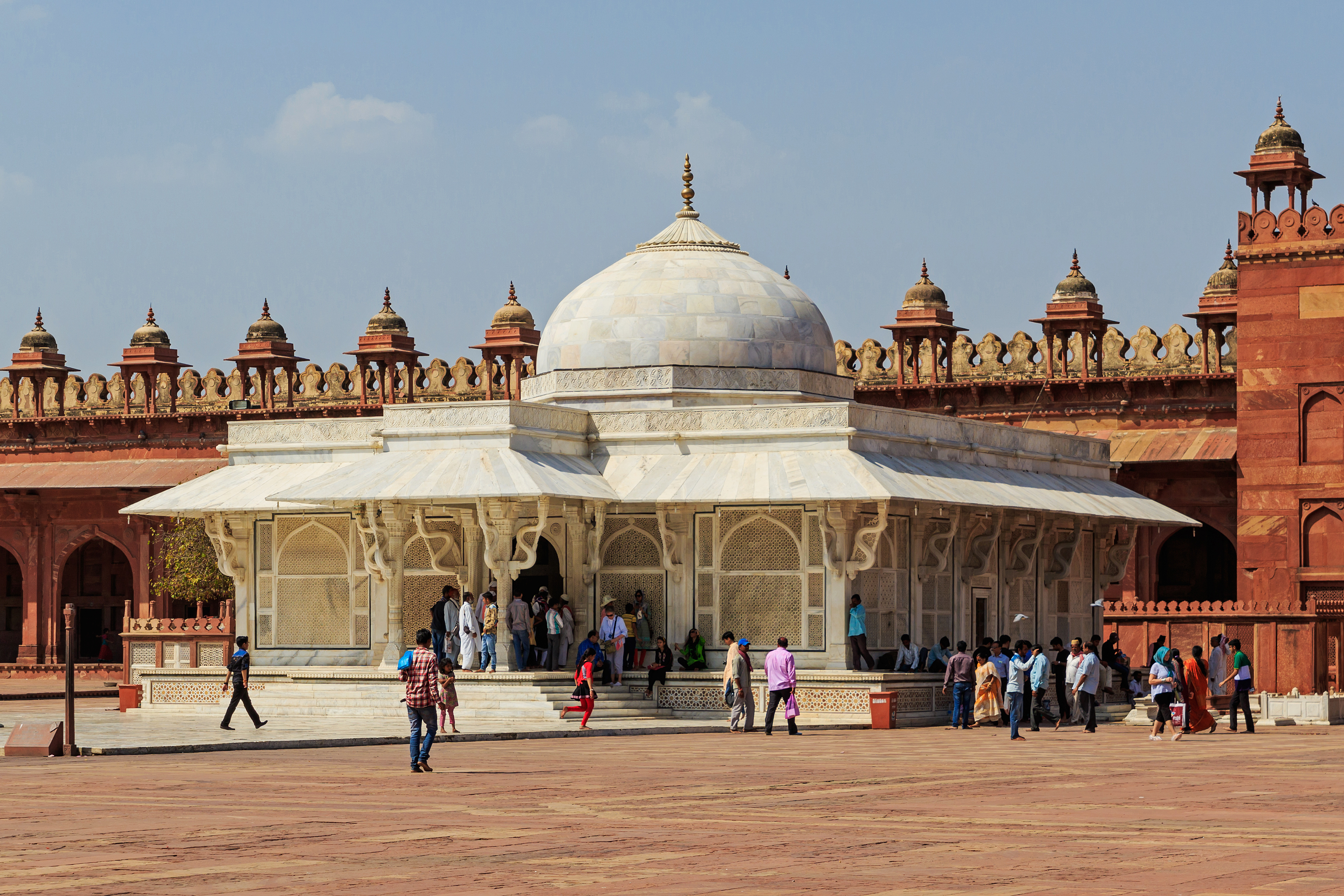
ويعتبر قبر الشيخ سليم جشتي أحد أروع الأمثلة على العمارة المغولية الإسلامية في الهند.

قبر سليم جشتي هو ضريح يقع داخل ساحة مربعة [الإنجليزية] في المسجد الجامع في فاتحبور سيكري ، أوتار براديش ، الهند. يضم هذا المكان قبر الولي الصوفي سليم جشتي [الإنجليزية] (1478 – 1572)، وهو من نسل بابا فريد، والذي عاش في كهف على التلال في سيكري. يُعتبر هذا الضريح أحد أروع الأمثلة على العمارة المغولية في الهند، وقد بُني خلال عامي 1580 و1581 على يد أكبر، إلى جانب المجمع الإمبراطوري في فاتح بور سيكري بالقرب من زينانا روزا. بُني ليكون علامة على احترامه لسليم تشيستي، الذي تنبأ بميلاد ابن أكبر (المسمى الأمير سليم على اسم سليم جشتي)، الذي خلف أكبر على عرش الإمبراطورية المغولية. إلى جانب المسجد الجامع والمدينة القديمة في فاتح بور سيكري، أُدرج القبر في قائمة التراث العالمي لليونسكو في عام 1986.

## العمارة

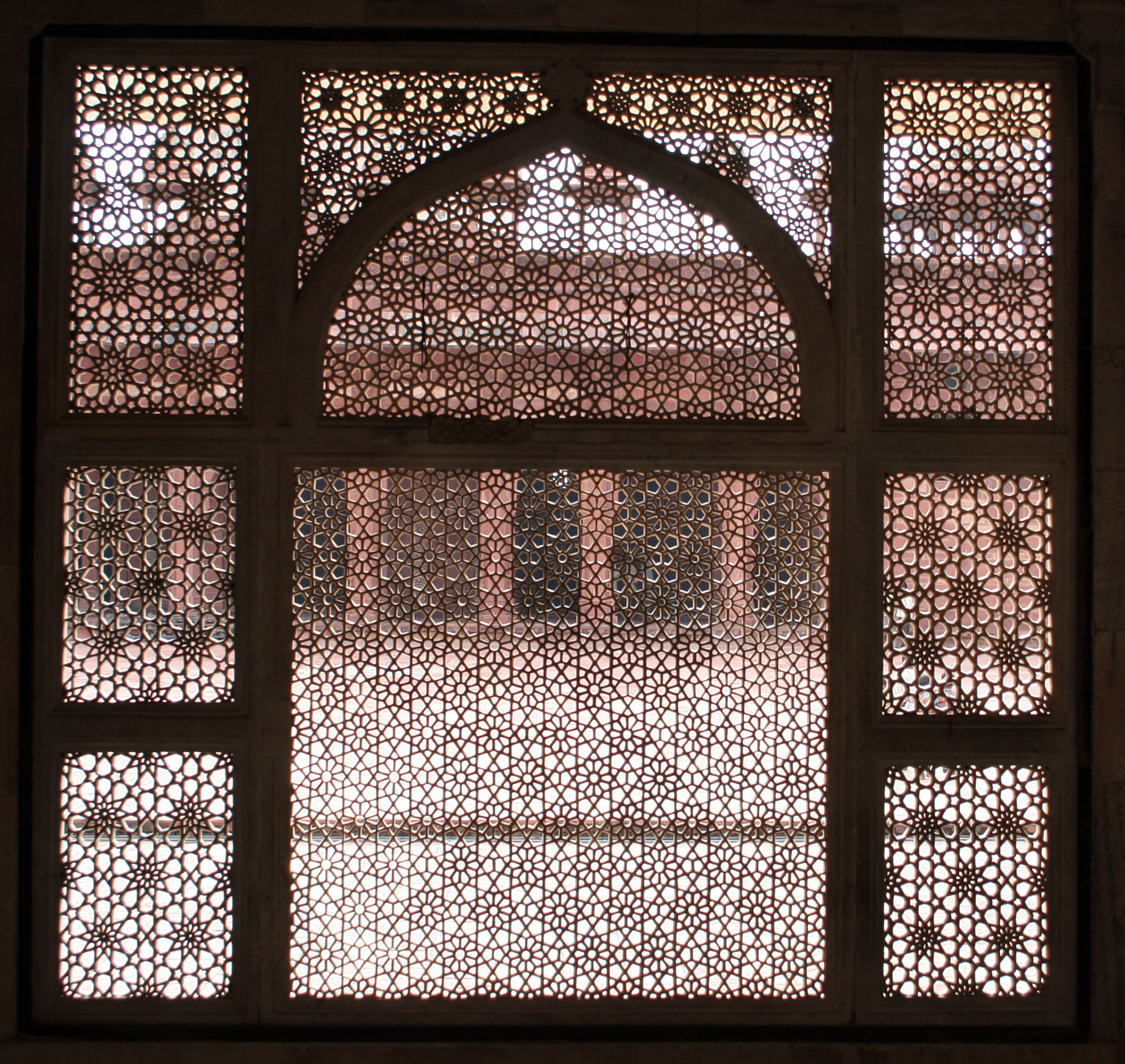
جالي معقد، نافذة شبكية حجرية، تطل على ساحة المسجد الجامع

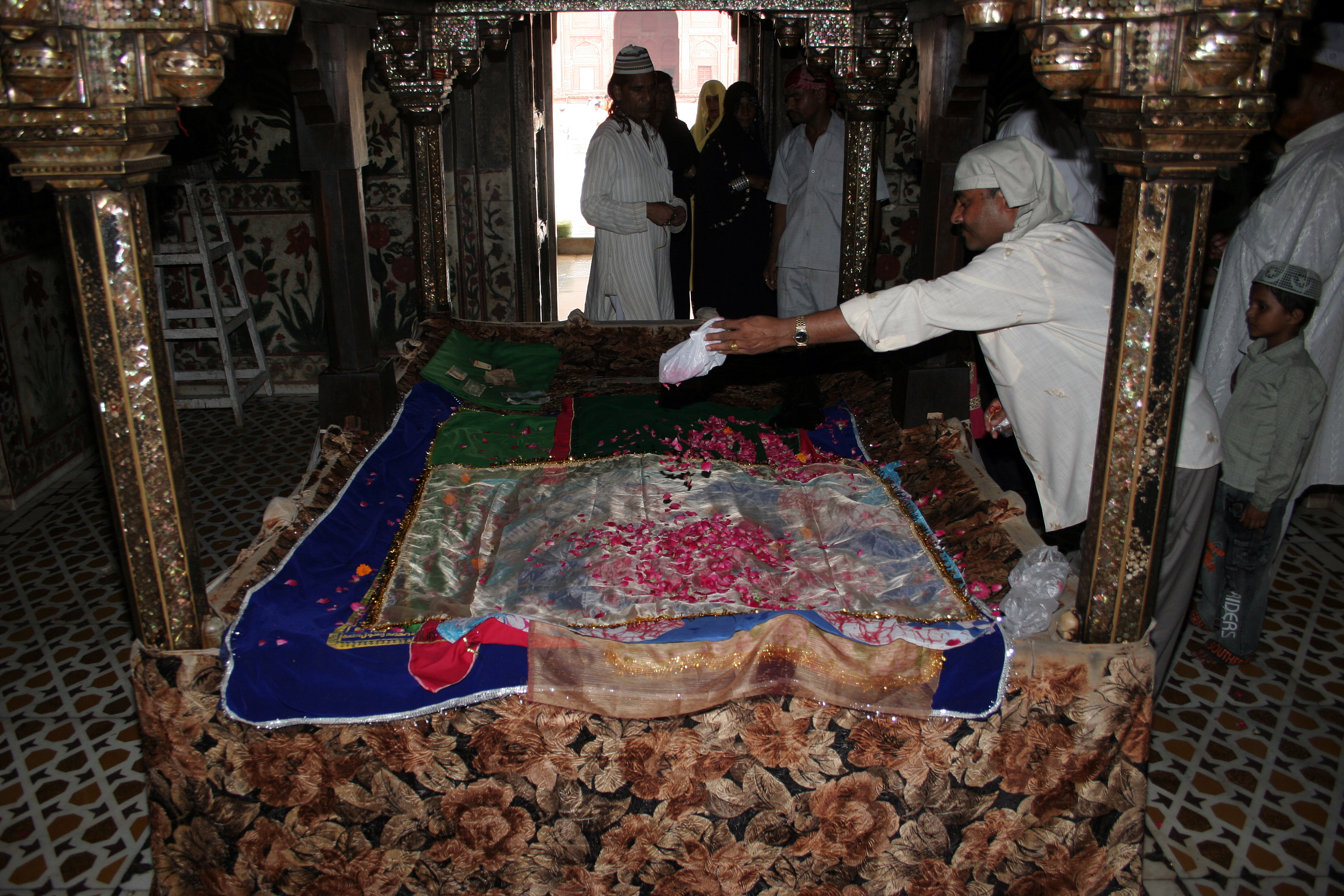
مظلة خشبية فوق القبر الداخلي، مع فسيفساء مطعمة من عرق اللؤلؤ

بُني القبر على منصة يبلغ ارتفاعها حوالي متر واحد مع خمس درجات تؤدي إلى رواق المدخل. يحيط بمبنى القبر الرئيس شاشات رخامية دقيقة من جميع الجوانب، ويقع القبر في وسط القاعة الرئيسة التي تحتوي على قبة نصف دائرية واحدة. نُحت المبنى الرخامي بشكل جميل وله مظهر يشبه العاج. وُزينت القاعدة بفسيفساء من الرخام الأسود والأصفر مرتبة في أنماط هندسية. يحيط بالنصب التذكاري الرخامي سياج من خشب الأبنوس يسمى "تشهاباركهات"، والذي عادة ما يكون مغطى بقطعة قماش خضراء. وتمتد فوقه مظلة خشبية مرصعة بفسيفساء من عرق اللؤلؤ.
نُحت باب الغرفة الرئيسة بشكل معقد باستخدام أنماط عربية ويحمل نقوشًا من القرآن الكريم. يحد الرخام البني الخلجان الداخلية في حين تحتوي الألواح البارزة - التي تحمل آيات القرآن الكريم - على خلفية زرقاء. تحتوي حجرة القبر المنحوتة والمطلية على أرضية من الرخام الأبيض، والتي طُعمَت بأحجار متعددة الألوان. الأحجار متعددة الألوان والتي هي أيضا قطعة من الماس أو الياقوت أو الزمرد.

## معرض الصور

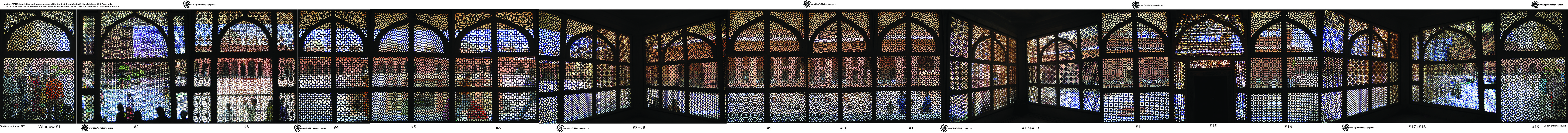
تجميع لجميع الجالسات حول قبر سليم جشتي

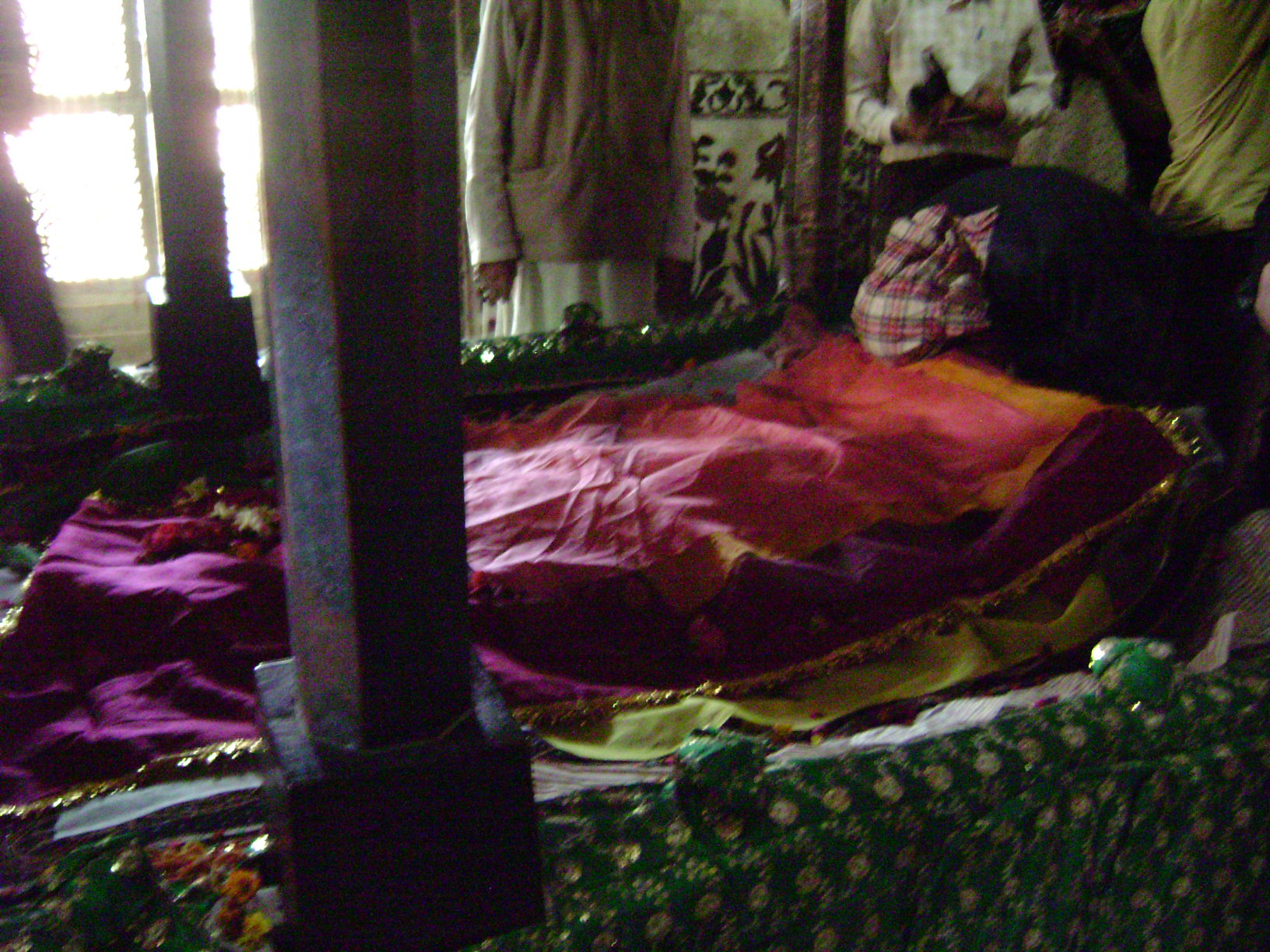
قبر سليم جشتي
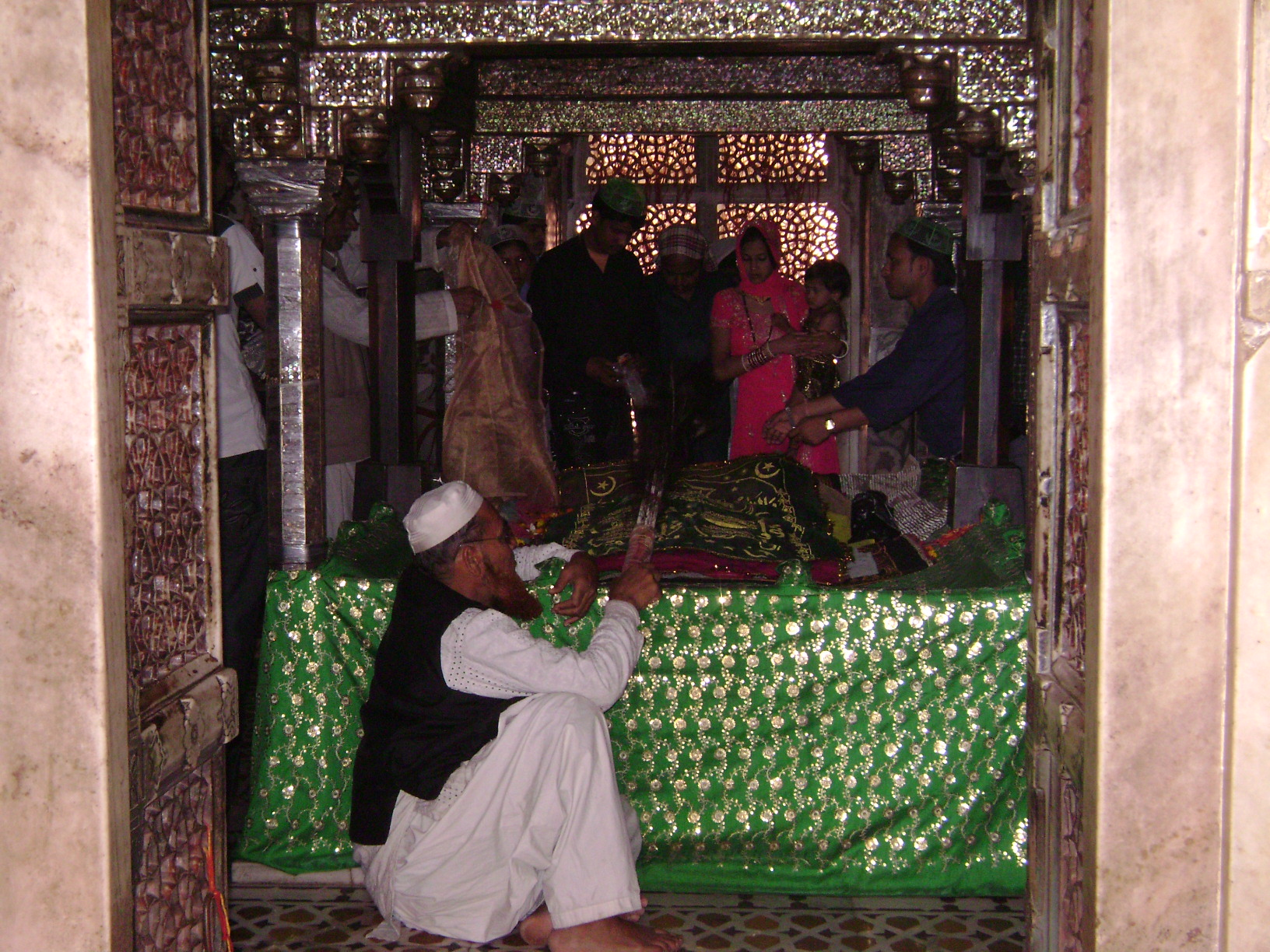
عالم أمام القبر
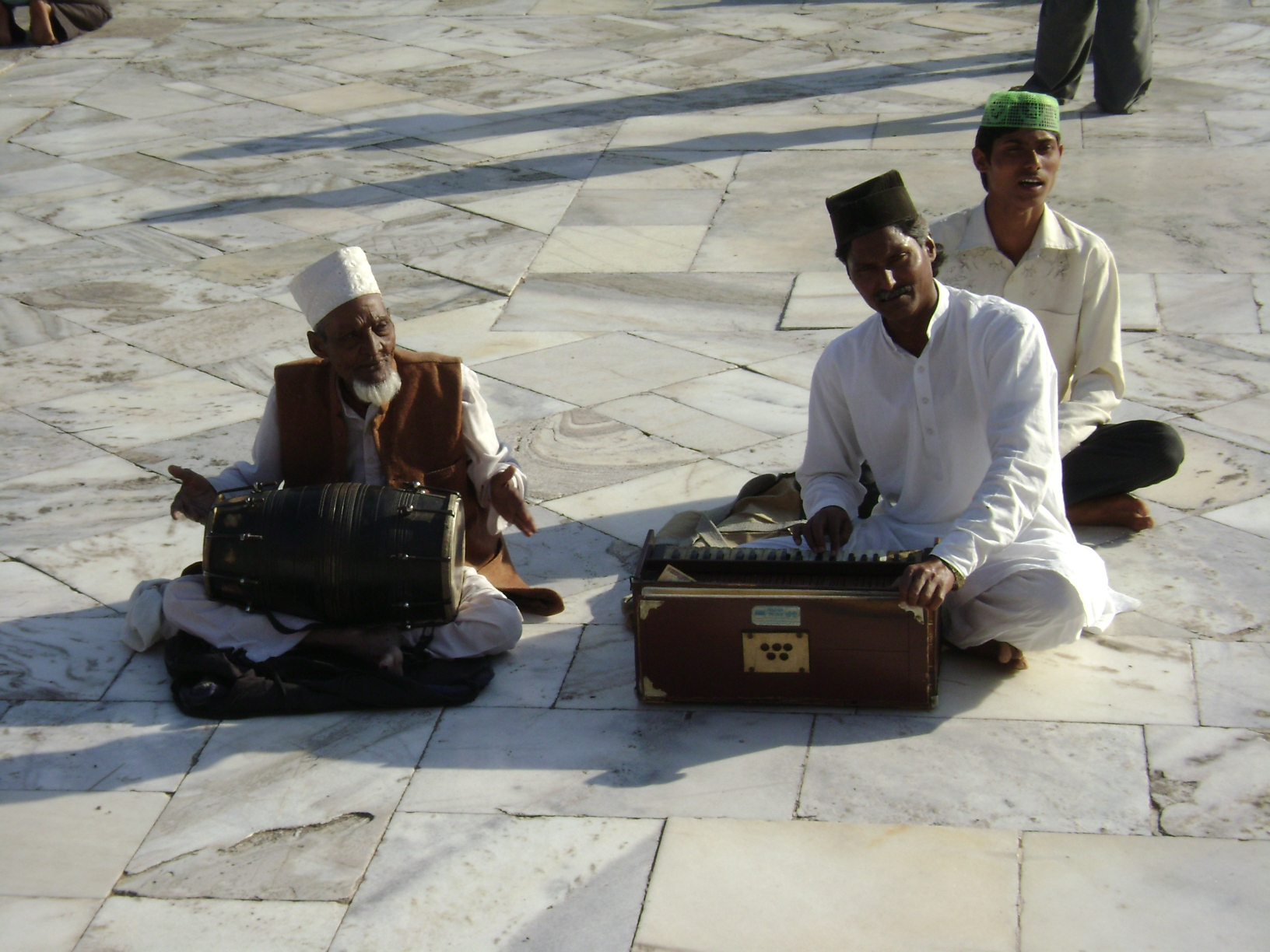
المنشدين الصوفيين أمام المبنى
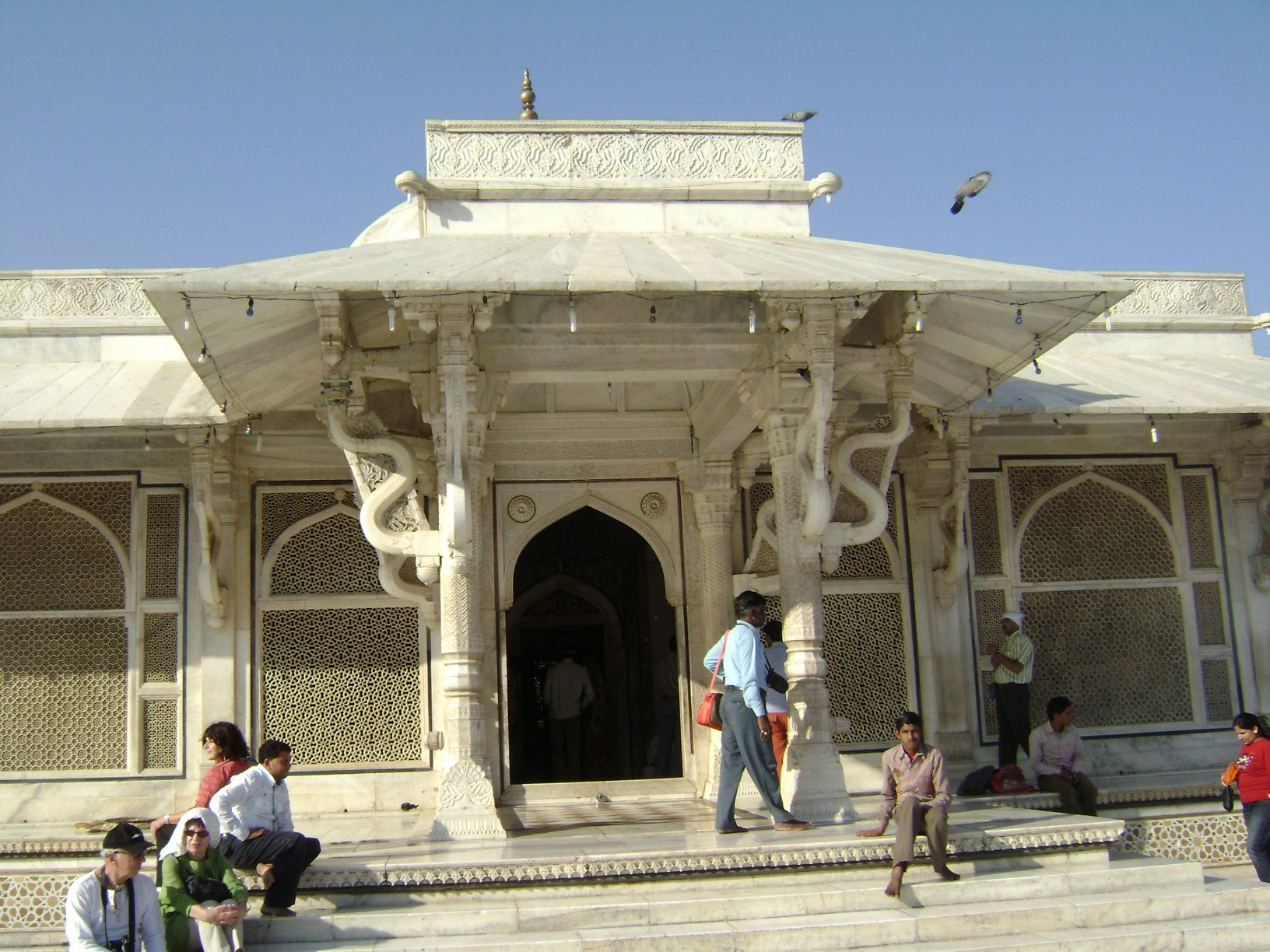
نظرة أقرب للمبنى
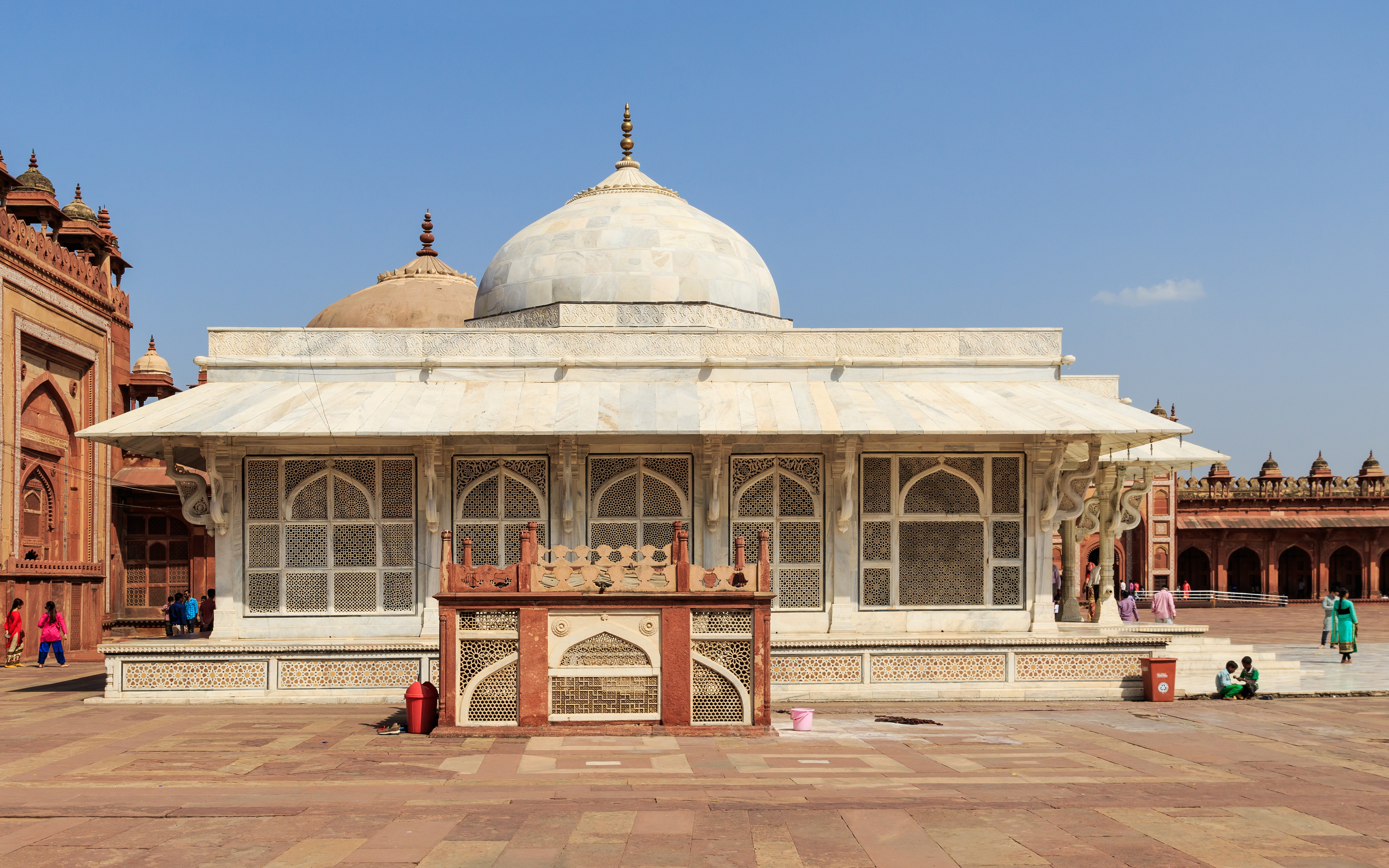
منظر جانبي
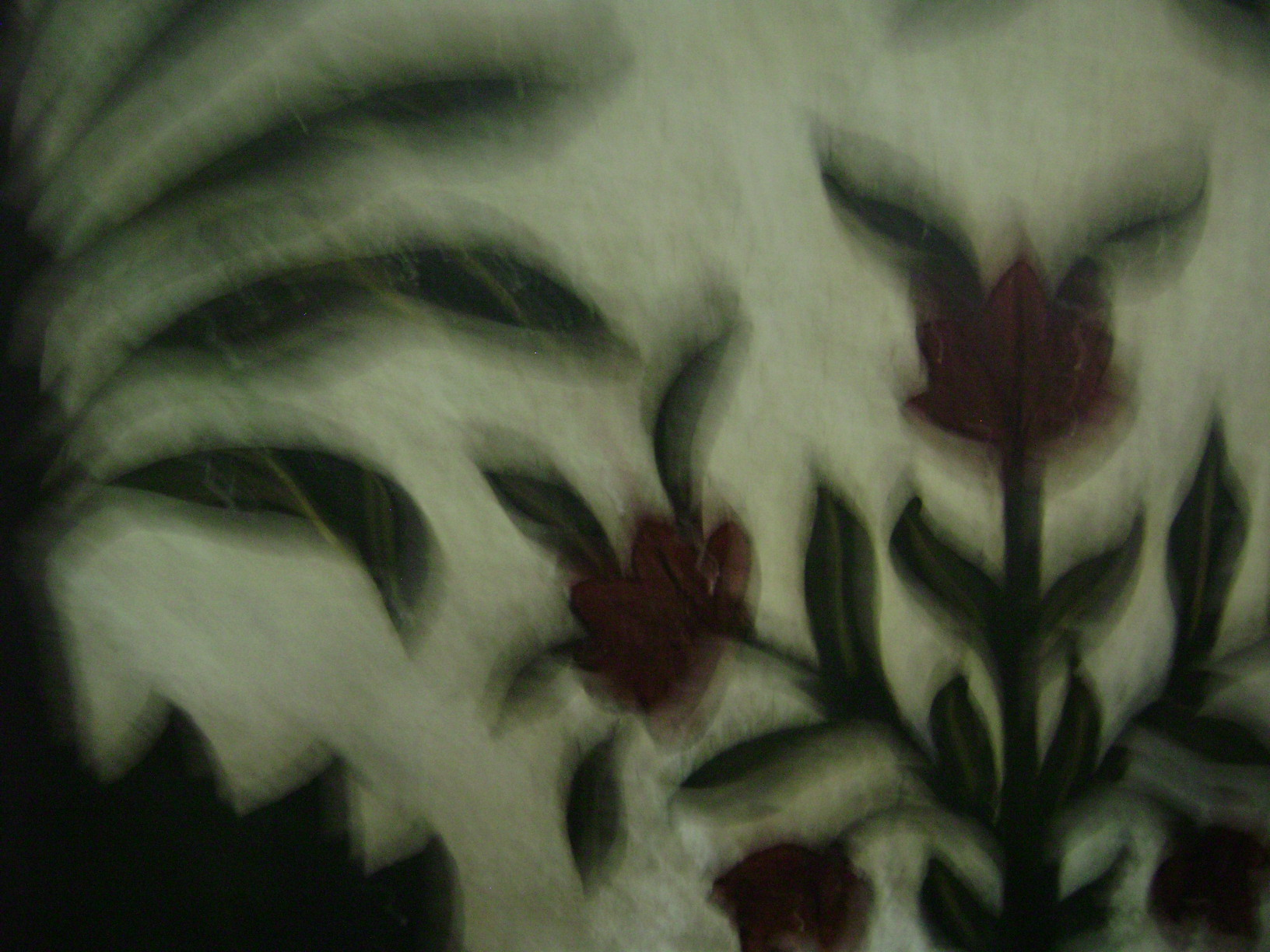
العمل الداخلي

## روابط خارجية
- قبر سليم جشتي (من الخارج)، منظر 360 درجة
- قبر الشيخ سليم جشتي